# Ectoedemia christopheri
Ectoedemia christopheri là một loài bướm đêm thuộc họ Nepticulidae. Nó được miêu tả bởi Puplesis năm 1985. Nó được tìm thấy ở vùng Viễn Đông Nga.